# Charles Cooley

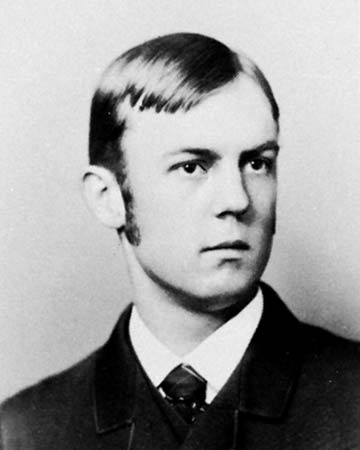
Charles Horton Cooley

Charles Horton Cooley (Ann Arbor (Michigan), 7 september 1864 - aldaar, 7 mei 1929) was een Amerikaans socioloog. Cooley was van groot belang voor de ontwikkeling van het symbolisch interactionisme.
Cooley is vooral bekend van zijn 'looking-glass self': het oordeel dat we over onszelf hebben wordt in hoge mate beïnvloed door hoe we denken dat anderen over onszelf oordelen.
Charles Cooley maakte in 1909 een onderscheid tussen primaire en secundaire socialisatie. Dit valt grotendeels samen met zijn onderscheid tussen primaire en secundaire groepen.